# Bagland
Bagland er en dansk film fra 2003, instrueret Anders Gustafsson efter manuskript af Kim Leona.

## Medvirkende
- Stephanie Leon
- Nickolas Dufour
- Christopher Læssø
- Sarah Boberg
- Paw Henriksen
- Lars Ranthe
- Marco Grimnitz